# Slowakische sozialistische Republik
Die Slowakische Sozialistische Republik (SSR) war der offizielle Name der Teilrepublik Slowakei vom 1. Januar 1969 bis 1. März 1990 in der Tschechoslowakischen Sozialistischen Republik. Die Hauptstadt war Bratislava.

## Geschichte
Nach der Besetzung der Tschechoslowakei durch die Armeen des Warschauer Pakts wurden alle Demokratisierungsreformen des Prager Frühlings mit Ausnahme der Föderalisierung der Republik gebremst und später rückgängig gemacht. Die zentralistische Tschechoslowakische Republik wurde mit dem Verfassungsgesetz Nr. 143 vom 28. Oktober 1968 aufgeteilt in die Tschechische Sozialistische Republik und die Slowakische Sozialistische Republik. Das Gesetz trat am 1. Januar 1969 in Kraft. Es wurden zwei nationale Parlamente geschaffen – der tschechische Nationalrat und der slowakische Nationalrat sowie das gemeinsame aus einer Kammer bestehende tschechisch-slowakische Parlament. Die Nationalversammlung wurde in die Bundesversammlung mit zwei Kammern umbenannt – dem Haus des Volkes und dem Haus der Nationen. Während des Normalisierungsprozesses waren der Bund und die daraus resultierende Gewaltenteilung zwischen der Tschechischen Republik, der Slowakei und den zentralstaatlichen Institutionen eher de jure als de facto, da die Macht in den Händen der Kommunistischen Parteien (der Tschechoslowakei und der Slowakei) lag. Durch das Verfassungsgesetz des Slowakischen Nationalrates vom 1. März 1990 zu Titel, Staatswappen, Staatsflagge, Staatssiegel und Nationalhymne der Slowakischen Republik wurde dann der heutige Name der Slowakischen Republik festgelegt.

## Politik
Der Slowakische Nationalrat hatte gesetzgebende Gewalt in der SSR. Das oberste Organ der Exekutivgewalt war die Regierung der Slowakischen Sozialistischen Republik, die vom Premierminister geleitet wurde.

### Regierungen der Teilrepublik
In der Slowakischen sozialistischen Republik gab es folgende lokale Regierungen:
- Regierung Štefan Sádovský und Peter Colotka (2. Januar 1969 bis 8. Dezember 1971)
- Regierung Peter Colotka I (8. Dezember 1971 bis 4. November 1976)
- Regierung Peter Colotka II (4. November 1976 bis 18. Juni 1981)
- Regierung Peter Colotka III (18. Juni 1981 bis 18. Juni 1986)
- Regierung Peter Colotka IV, Ivan Knotek und Pavol Hrivnák (18. Juni 1986 bis 8. Dezember 1989)
- Regierung Milan Čič (12. Dezember 1989 bis 26. Juni 1990)[Anm. 1]